# Косерик, Николай Ильич
Никола́й Ильи́ч Косе́рик (род. 28 мая 2007, Санкт-Петербург) — российский футболист, защитник клуба «Оренбург».

## Биография
Родился в Санкт-Петербурге.
Футболом начал заниматься в петербургском ДФК «Зенит-84». В июле 2017 года перешёл в академию петербургского «Зенита».
В январе 2024 года пополнил состав молодёжной команды клуба «Оренбург».
13 апреля 2025 года в матче Второй лиги (дивизион «Б») против «Уральца-ТС» дебютировал в профессиональном футболе за «Оренбург-2».
31 июля 2025 года в матче Кубка России против «Рубина» дебютировал за основной состав «Оренбурга». 3 августа 2025 года в матче против «Балтики» дебютировал в чемпионате России.

## Статистика выступлений
| Выступление      | Выступление       | Выступление      | Лига | Лига | Кубки | Кубки | Итого | Итого |
| Клуб             | Лига              | Сезон            | Игры | Голы | Игры  | Голы  | Игры  | Голы  |
| ---------------- | ----------------- | ---------------- | ---- | ---- | ----- | ----- | ----- | ----- |
| Оренбург         | РПЛ               | 2025/26          | 1    | 0    | 2     | 0     | 3     | 0     |
| Оренбург         | Итого             | Итого            | 1    | 0    | 2     | 0     | 3     | 0     |
| → Оренбург-2     | Вторая лига («Б») | 2025             | 9    | 0    | —     | —     | 9     | 0     |
| → Оренбург-2     | Итого             | Итого            | 9    | 0    | —     | —     | 9     | 0     |
| Всего за карьеру | Всего за карьеру  | Всего за карьеру | 10   | 0    | 2     | 0     | 12    | 0     |